# 516 a.C.
Il 516 a.C. (DXVI a.C. in numeri romani) è un anno  del VI secolo a.C.

## Eventi
- Milone di Crotone vince per sesta volta le Olimpiadi (lotta)